# DUS-TI
DUS-TI ist ein Duo des Trompeters und Elektronikers Pablo Giw und des Schlagzeugers Mirek Pyschny.

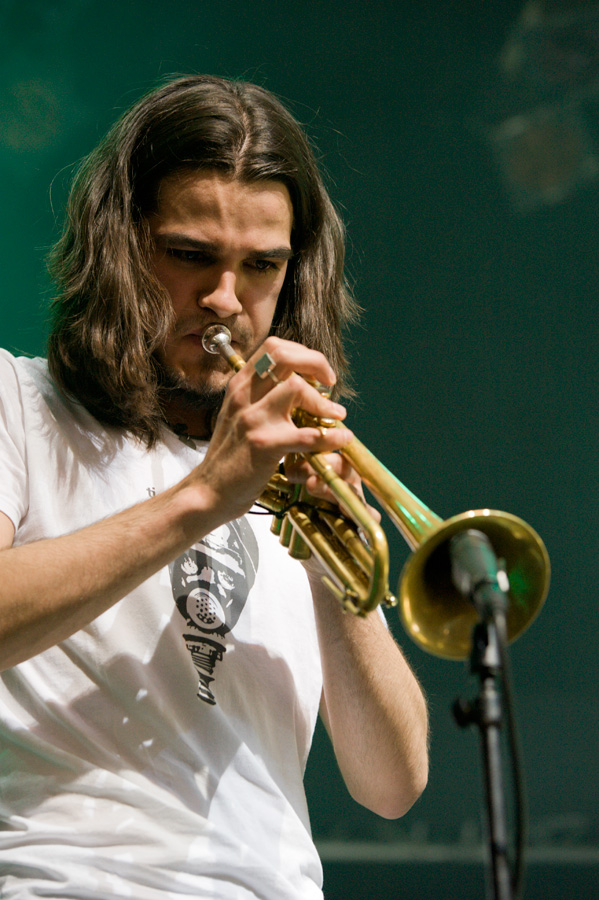
Pablo Giw, Moers Festival 2012

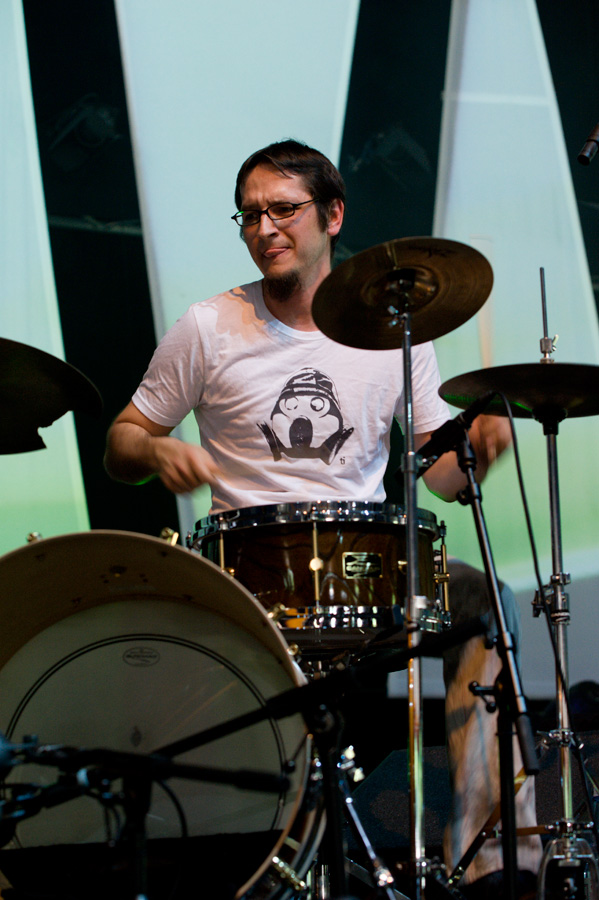
Mirek Pyschny, Moers Festival 2012

## Geschichte
Öffentlich in Erscheinung trat DUS-TI mit der ersten Veröffentlichung des Albums 2011. Dieses wurde im Studio des Rappers Samy Deluxe aufgenommen, auf dessen Album Schwarz-Weiss DUS-TI bei mehreren Songs beteiligt war. Beim Auftritt auf dem Internationalen Jazzfestival Saalfelden wurde 2011, das im Jazz Podium und Bad Alchemy hervorgehoben wurde, veröffentlicht. Im Jahr 2012 folgte ein Konzert auf dem Moers Festival.
Im Jahr 2013 gründete DUS-TI das Plattenlabel ti-records.

## Diskografie
- 2011: 2011 (Aktivraum)
- 2013: -EP (ti-records)

## Filme
In einer 30-minütigen Dokumentation zum Moers Festival 2012 begleitet die Filmemacherin Jana Heinlein, neben Jon Irabagon, Carla Bley & Steve Swallow, das Duo DUS-TI mit Pablo Giw und Mirek Pyschny bei ihren Konzertvorbereitungen backstage bis zu dem Moment, in dem sie die Festivalbühne betreten.